# Monstera kessleri
Monstera kessleri — це квіткова рослина з роду Monstera родини Araceae.

## Розповсюдження
Його батьківщиною є Болівія.